# Bernhard Sannig

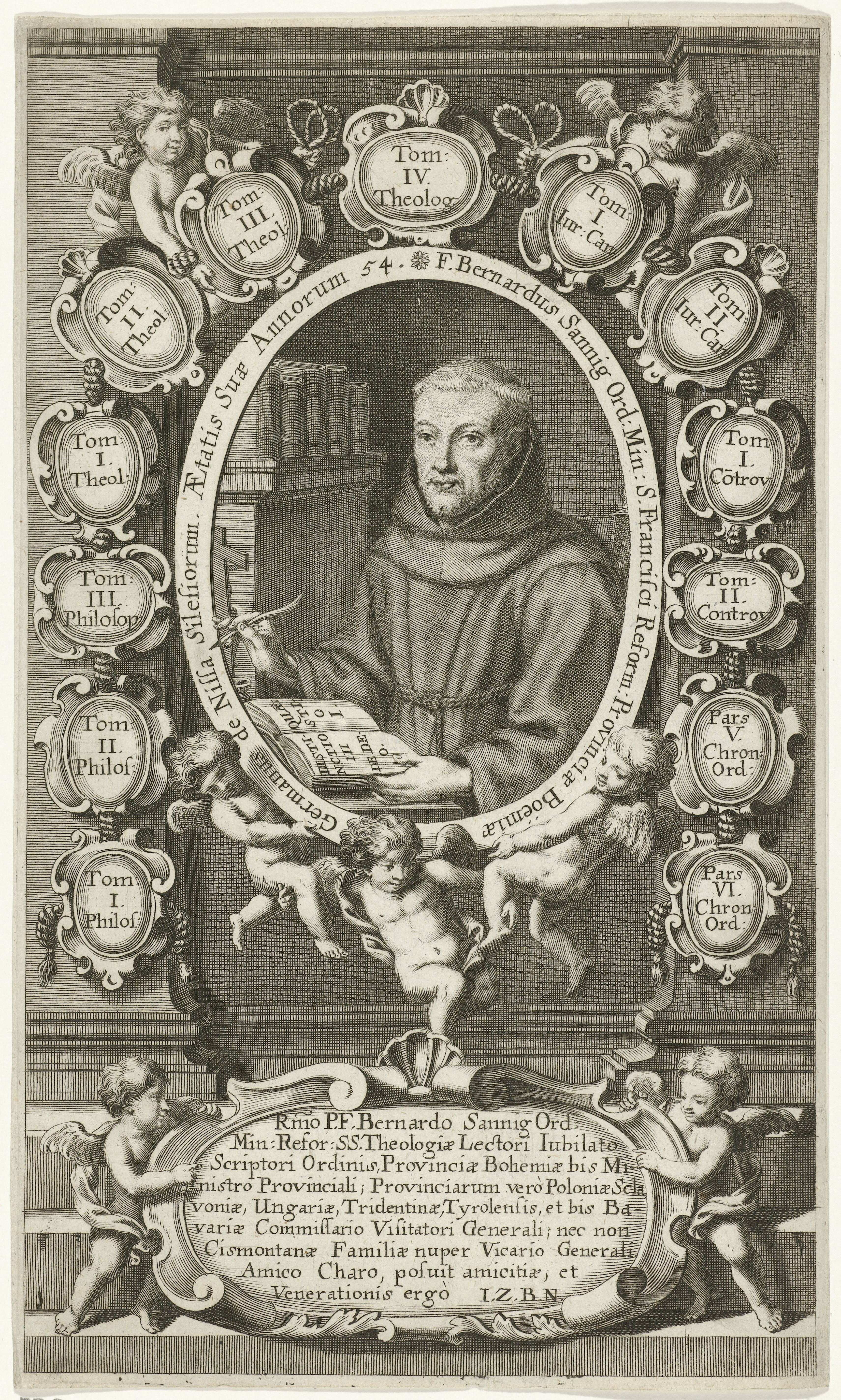
Bernhard Sannig im Alter von 54 Jahren

Bernhard Sannig OFM (* 1638 in Neisse in Schlesien; † 1704 in Prag) war ein römisch-katholischer Theologe und Kanonist.
Er stammte aus einer adeligen Familie, war Schüler bei den Franziskanern und trat jung in den Orden ein, und zwar in die böhmische Provinz (Bohemia), die der strengeren Richtung, den Franziskaner-Reformaten, angehörte. Eine Zeitlang war er Lektor des Kanonischen Rechts im Kloster Maria Schnee in Prag. Sannig war Provinzvikar und wiederholt Provinzial der Bohemia (z. B. am 28. Mai 1684). Im Auftrag der Ordensleitung visitierte er andere Ordensprovinzen, etwa die polnische, ungarische, Trienter und zweimal die Bayerische Franziskanerprovinz, und war Generalvikar des cismontanen Zweigs des Ordens, zu dem die Franziskaner in Italien, Österreich, Ungarn und Polen gehörten.  

## Schriften (Auswahl)
- Schola canonica seu universum ius canonicum nova methodo digestum. 2 Bände, Prag 1686; 2. Auflage 1696; 3. Auflage 1727.
- Schola controversistica adversus haereticos omnes veteres et novos. Prag 1686.
- Rituale ecclesiasticum. 5. Auflage Köln 1711, zuletzt 1755. Die hierzu gehörige Collectio s. apparatus absolutionum, benedictionum, conjurationum etc. erhielt kein Imprimatur, wurde aber nicht indiziert.